# Aquapark Reda
Aquapark Reda – aquapark w Redzie (woj. pomorskie), przy ul. Morskiej 5 na osiedlu Aquasfera.
Obiekt otwarto 22 sierpnia 2016. W kompleksie znajdują się dostępne przez cały rok baseny rekreacyjne kryte, kryty basen sportowy, klub fitness, sauny oraz papugarnia, gadoland, restauracje i sklepy. Aquapark Reda jest czynny 7 dni w tygodniu. W aquaparku połączone są atrakcje basenowe z oceanarium. Jedna ze zjeżdżalni zakończona jest przeszklonym tunelem biegnącym wewnątrz akwarium z pływającymi żywymi rekinami. Jest to jedyny aquapark w Europie, w którym oglądać można żywe rekiny. Jest to też pierwszy aquapark w Polsce, który pełni funkcję hotelową. W tym celu przygotowywanych jest ok. 50 miejsc noclegowych, zarówno w namiotach w hali basenowej, jak i w osobnych pokojach. W styczniu 2020 roku została otwarta zjeżdżalnia obrotowa AquaSpinner, która jest pierwszą tego typu atrakcją w Europie.
Inwestycja współfinansowana była m.in. ze środków europejskiego funduszu rozwoju regionalnego w ramach inicjatywy Jessica.

## Atrakcje[4][5]

### Baseny
- basen dla dzieci o głębokości 30 cm z okrętem pirackim, zjeżdżalniami i zabawkami
- basen Zamek z masażerami i cyklicznie wylewającym się wiadrem wody o pojemności 400 l
- basen z kulą wywołującą fale o wysokości 1,5 m
- basen do nurkowania sąsiadujący z akwarium z rekinami, z przezroczystą ścianą
- basen z symulatorem morskiej fali
- basen czterotorowy do nauki pływania o max głębokości 1,35 m

### Zjeżdżalnie
- Zjazd Rekina - kończąca się przeszklonym tunelem biegnącym przez akwarium z rekinami
- system zewnętrznych zjeżdżalni wodnych (pontonowa, świetlna i ekstremalna z przeciążeniem 3g)
- pofalowana zjeżdżalnia rodzinna w środku hali basenowej
- AquaSpinner – jedyna w Europie i druga na świecie obrotowa zjeżdżalnia o wysokości ok. 30 metrów, długości 160 m i średnicy 2,7m, sięgająca najwyżej położonym elementem ponad dach obiektu, umożliwiająca zjazd czteroosobowym pontonem z prędkością do 40 km/h[6]
- pontonowa leniwa rzeka o długości 315 m

### Basen sportowy
- pełnowymiarowy 25-metrowy basen pływacki o max głębokości 1,80 m

### Inne
- oceanarium – akwarium morskie z żywą rafą koralową
- ogród zimowy, przyrodnicze ścieżki edukacyjne
- Zielona Wioska – strefa biwakowa z noclegiem
- jacuzzi tryskające wodą w kolorze lawy wulkanicznej
- centrum fitness i korty do squasha, klub dla dzieci
- Saunarium z centrum Spa&Wellness
- Papugarnia
- Gadoland
- Kino siedmio-wymiarowe
- pasaż handlowy